# Pamela Rendi-Wagner
Pamela Rendi-Wagner, née le 7 mai 1971 à Vienne, est une médecin et une femme politique autrichienne membre du Parti social-démocrate d'Autriche (SPÖ). 

## Biographie

### Formation
Pamela Rendi-Wagner étudie la médecine à l'université de médecine de Vienne et se spécialise en médecine tropicale,.

### Carrière politique
Pamela Rendi-Wagner est ministre fédérale de la Santé du 8 mars au 18 décembre 2017.
Elle devient présidente fédérale du Parti social-démocrate d'Autriche le 25 septembre 2018, devenant la première femme à diriger ce parti.